# Реча (Муреш)
Реча (рум. Recea) — село у повіті Муреш в Румунії. Адміністративно підпорядковане місту Унгень.
Село розташоване на відстані 260 км на північний захід від Бухареста, 14 км на південний захід від Тиргу-Муреша, 71 км на південний схід від Клуж-Напоки, 128 км на північний захід від Брашова.

## Населення
За даними перепису населення 2002 року у селі проживали 142 особи, з них 135 осіб (95,1%) румунів. Рідною мовою 141 особа (99,3%) назвала румунську.